# World Trade
I World Trade sono un gruppo progressive fondato negli anni ottanta da Billy Sherwood (noto per essere anche membro degli Yes). Il gruppo viene talvolta anche definito neoprogressive (per motivi anagrafici più che stilistici). Complessivamente, i World Trade hanno pubblicato due soli album, uno nel 1989 e uno nel 1995; la loro storia è comunque intimamente intrecciata con quella degli Yes degli anni ottanta.

## Storia
I World Trade furono fondati verso la fine degli anni '80 da Billy Sherwood (basso e voce) e Guy Allison (tastiere); la formazione comprendeva anche il chitarrista Bruce Gowdy e il batterista Mark T. Williams. L'album di debutto omonimo (1989), era abbastanza chiaramente ispirato al lavoro di Trevor Rabin negli Yes; in particolare, il sound dei World Trade fu immediatamente identificato come molto simile a quello dell'album Big Generator, di due anni prima.
Nel periodo successivo a Big Generator, gli Yes avevano attraversato un periodo di crisi. Jon Anderson si era nuovamente allontanato, dando vita al suo progetto parallelo Anderson Bruford Wakeman Howe; ma anche il chitarrista Trevor Rabin era apparso sul punto di abbandonare. Il gruppo, teoricamente impegnato alla realizzazione del prossimo album, aveva inciso solo poche demo.
Fu in quel momento che Chris Squire avvicinò Sherwood e Gowdy dei World Trade, invitandoli a unirsi agli Yes nelle sessioni di prova, e forse ventilando un possibile ingresso dei due nella formazione ufficiale. Sebbene in una situazione un po' incerta, Sherwood e Squire iniziarono a collaborare, e scrissero diversi brani assieme. Si ritiene che questa la formazione composta da Squire, Alan White, Tony Kaye, Sherwood e Gowdy abbia in effetti iniziato a realizzare un album; a questa formazione qualcuno si riferisce col nome "YesTrade". Questo progetto sarebbe stato poi bruscamente accantonato quando, all'inizio degli anni '90, gli Yes trovarono un'intesa con Anderson Bruford Wakeman Howe, fondendosi con essi e dando luogo alla più numerosa formazione della storia degli Yes (formazione in cui Sherwood e Gowdy non potevano ragionevolmente trovare posto).
Fra i brani certamente realizzati in quella fase intermedia degli "YesTrade" c'è The More You Live, apparso su Union degli Yes; Love Conquers All, apparso su Yesyears; e Say Goodbye, pubblicato nel secondo album dei World Trade.
Anche dopo la rinascita degli Yes di Union, Squire e Sherwood continuarono a collaborare, col nome "The Chris Squire Experiment". Questa band non pubblicò nulla, ma tenne negli ultimi mesi del 1992 una serie di concerti in cui venivano proposti brani di Squire, di Sherwood, e brani scritti a quattro mani (alcuni dei quali sarebbero stati poi pubblicati su album degli Yes o di Squire e Sherwood). Sherwood fu anche coinvolto come musicista aggiuntivo nel tour dell'album degli Yes successivo a Union, Talk (1994).
I World Trade pubblicarono un secondo album nel 1995, Euphoria, con Jay Schellen alla batteria al posto di Williams. Anche questo lavoro ricorda molto l'opera degli Yes dello stesso periodo. Alcuni dei brani sono anche in questo caso collaborazioni fra Sherwood e Squire: la già menzionata Say Goodbye e Evolution Song. Su entrambi i brani, Squire suona il basso e canta. È lecito supporre (e opinione abbastanza diffusa) che questi brani, e forse altri di Euphoria, siano stati originariamente scritti per gli Yes nel periodo "YesTrade".
Dopo Euphoria, i World Trade sono svaniti dalla scena. Loro brani sono apparsi su due tribute album prodotti da Sherwood nella serie Magna Carta: Tales from Yesterday (tributo agli Yes) e Supper's Ready (tributo ai Genesis). In entrambi i casi, tuttavia, il nome World Trade viene usato per riferirsi al duo costituito dai soli Sherwood e Schellen.

## Discografia
- 1989 - World Trade
- 1995 - Euphoria
- 2017 - Unify

## Formazione

### Attuale
- Bruce Godwy, voce, chitarra
- Guy Allison, tastiera
- Mark T Williams, basso
- Jay Schellen, batteria

### Ex componenti
- Billy Sherwood, chitarra